# Frederick Jackson Turner

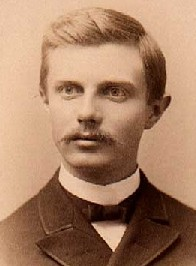
Frederick Jackson Turner

Frederick Jackson Turner (1861–1932) – amerykański historyk. Stworzył dwie teorie historiozoficzne będące interpretacją historii Stanów Zjednoczonych. Podkreślał rolę makroregionów i pogranicza w kształtowaniu się amerykańskiego państwa oraz jego dziejów.
Turner jest autorem wpływowej pracy The Significance of the Frontier in American History.